# Escadron des cent-gardes
L’escadron des cent-gardes à cheval, couramment appelé l'escadron des cent-gardes ou plus simplement les cent-gardes, était un corps de cavalerie d’élite du Second Empire, attaché exclusivement à la personne de l’empereur Napoléon III. Créé par un décret impérial en 1854, il sera dissous en octobre 1870 après la défaite de Sedan.
Constitué exclusivement de cavaliers expérimentés de grande taille, l'escadron des cent-gardes escortait à cheval l'empereur dans ses apparitions publiques, et assurait sa garde et celle de sa famille dans les palais impériaux et au cours de leurs déplacements. Leur haute stature et leur brillant uniforme leur conféraient un très grand prestige :
« Les Parisiens qui ont vécu sous le Second Empire n'oublieront pas l'effet décoratif que produisaient les cent-gardes, soit lorsque, sur leurs magnifiques chevaux noirs ou bai-bruns, ils escortaient l'empereur, soit lorsque, les soirs de grands bals aux Tuileries, ils apparaissaient, immobiles comme des statues, avec leur casque et leur cuirasse, sur chaque marche de l'escalier d'honneur. ».

## Constitution de l'escadron

### Origines

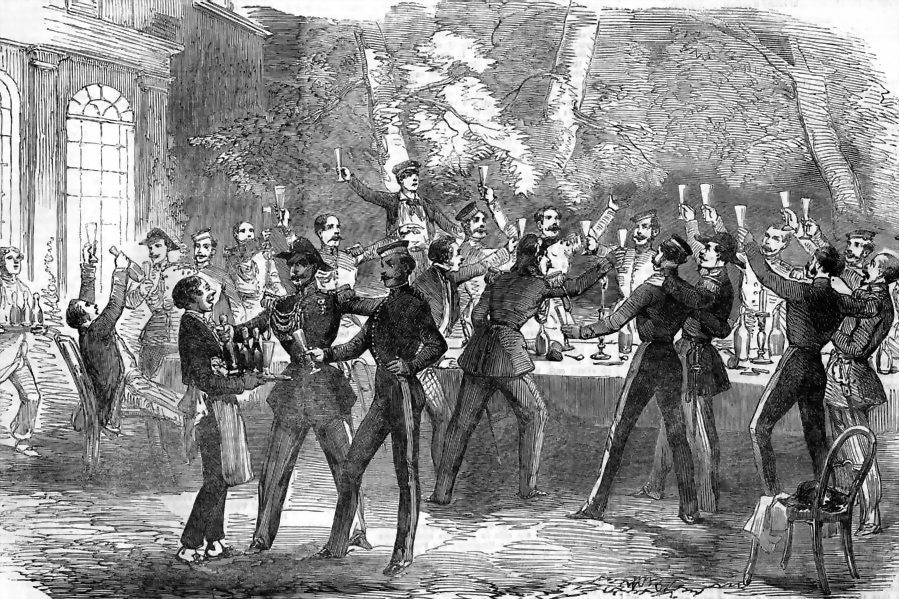
Banquet fraternel réunissant cent-gardes et Horse guards en août 1855

Les cent-gardes furent les ultimes héritiers des gardes rapprochées des monarques de France qui se succédèrent de 1192 à 1830. Ce furent les Sergents d'arme, la Garde écossaise, les Cent-Suisses, la Garde du corps du roi, les gentilshommes au bec de corbin, les Quarante-cinq, etc. Les Gardes du corps et les Suisses, derniers corps en fonction à l'époque, furent supprimés par Louis-Philippe le 11 août 1830.
En établissant le Second Empire le 2 décembre 1852, Napoléon III désirait égaler les fastes du Premier Empire en se constituant une cour somptueuse et en s'entourant d'une Maison militaire, puis d'une Maison civile, inspirées des anciennes Maison royales. Il souhaitait également, non seulement reconstituer la Garde impériale du Premier Empire, mais aussi créer un prestigieux corps d'élite chargé de sa protection personnelle, inspiré des Life Guards et des Blues and Royals de la Household Cavalry britannique qui l'avaient ébloui durant son exil en Angleterre.

### Effectifs et organisation

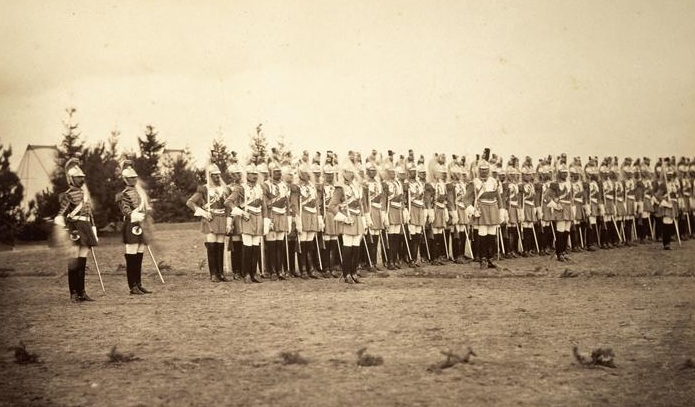
Prise d'arme de l'escadron des cent-gardes au camp de Châlons en 1857.

L'escadron des cent-gardes a été créé par un décret impérial en date du 24 mars 1854,, signé par l'empereur et contresigné par Achille Fould, ministre d'État, et le maréchal Vaillant, ministre de la Guerre. Originellement il était constitué par :
- onze officiers : un lieutenant-colonel ; un chef d'escadron ; un capitaine-major ; un capitaine ; deux lieutenants ; quatre sous-lieutenants et un vétérinaire.
- cent trente-sept hommes de troupe : un adjudant ; un maréchal des logis-chef ; huit maréchaux des logis ; un maréchal des logis fourrier ; douze brigadiers; trente gardes de 1re classe, quatre-vingt gardes et quatre trompettes.
- effectif complémentaire : trois maréchaux-ferrants et soixante-dix palefreniers.

Le premier commandant, le lieutenant-colonel Lepic, et les officiers furent nommés par un décret en date du 26 avril de la même année. Le 13 mai 1854, l'escadron est rattaché à la Maison militaire de l'empereur. Il dépend du grand maréchal du palais qui assure la fonction d'inspecteur général permanent du corps. C'est lui qui règle le service et l'administration. Il nomme les sous-officiers sur proposition du chef de corps. Le ministre de la Guerre décide de la nomination et de l'avancement des officiers, des mutations et des décorations.
Dès le 29 février 1856, un second décret modifiait la composition des effectifs.
- dix officiers : un chef d'escadron ; un capitaine ; deux lieutenants ; quatre sous-lieutenants, un médecin aide-major et un vétérinaire.
- cent trente-huit hommes de troupe : deux adjudants ; un maréchal des logis ; un maréchal des logis fourrier ; seize brigadiers ; cent cinq gardes, un brigadier-trompette et quatre trompettes.
- effectif complémentaire : trois maréchaux-ferrants et cent palefreniers.

À la suite de l'attentat perpétré par Felice Orsini le 14 janvier 1858, qui blessa ou tua douze des vingt-huit lanciers de l'escorte de l'empereur, un nouveau décret, publié le 17 mars 1858, réorganisa et augmenta considérablement l'escadron qui s'articula désormais en un état-major et deux compagnies, pour un total de treize officiers et deux cent huit hommes de troupe :
- un état-major comprenant : un officier supérieur commandant l'escadron, un capitaine adjudant-major, un capitaine major, un médecin (major ou aide-major), un vétérinaire, deux adjudants, un brigadier-trompette, un brigadier-maréchal, deux brigadiers secrétaires.
- deux compagnies comprenant chacune : un capitaine-commandant, un lieutenant, deux sous-lieutenants, un maréchal des logis-chef, un maréchal des logis fourrier, six maréchaux des logis, douze brigadiers, soixante-quinze gardes dont vingt-cinq démontés, deux trompettes, deux maréchaux-ferrants, un ouvrier tailleur et un ouvrier sellier.

À la demande du colonel Verly, un quatrième et dernier décret, en date du 25 juillet 1869, modifia légèrement la composition de l'encadrement, deux lieutenants remplaçant deux sous-lieutenants.
À la suite de la défaite de Sedan, l’escadron sera dissout le 5 octobre 1870 par le décret no 68 du gouvernement de la Défense nationale, promulgué à Paris par le général Trochu. Les officiers, sous-officiers, brigadiers et cavaliers furent versés au 2e régiment de marche de cuirassiers dont ils formèrent le premier escadron.
Au total, 533 sous-officiers et gardes servirent dans l'escadron au cours des seize années de son existence.

### Commandement

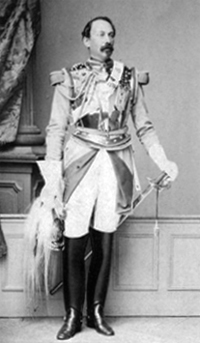
Le colonel baron Verly.

#### Commandants en chef
Les cent-gardes n'eurent que deux commandants. C'est tout d'abord le lieutenant-colonel Jacques Félix Auguste vicomte Lepic (1812-1868), du 1er mai 1854 au 20 février 1856. Issu de l'école spéciale militaire et de l'école de cavalerie de Saumur, il sert au 5e cuirassiers, aux spahis algériens puis au 9e hussards. Après avoir été brièvement officier d'ordonnance du ministre de la Guerre, il est affecté aux chasseurs à cheval avant de prendre le commandement de l'escadron des cent-gardes pour vingt-deux mois. Il devient ensuite colonel, puis général de brigade quelques mois avant son décès en 1868.
Lui succède le colonel baron Jacques Albert Verly (1815-1883), du 21 février 1856 au 2 septembre 1870. Né à la Jamaïque, il est simple élève-cavalier à l'école de cavalerie de Saumur de 1833 à 1834, puis gravit progressivement tous les grades de sous-officier avant d'être nommé sous-lieutenant au 6e régiment de chasseurs en 1843. Devenu lieutenant, il entre aux guides d'état-major, puis est promu capitaine en 1852 avant d'être nommé capitaine-commandant des cent-gardes le 21 février 1856. Il termine sa carrière au grade de colonel dans cette unité. Il reçoit le titre de baron en 1867 et est élevé au grade de commandeur de la Légion d'honneur le 24 décembre 1869. Fait prisonnier avec l'empereur le 2 septembre 1870 à Sedan, il est mis en retraite d'office durant sa captivité, en totale contravention avec les lois en vigueur à l'époque. Le colonel Verly était très apprécié : « M. Verly qui sortait des rangs, était un brave et excellent homme qui menait très convenablement son brillant escadron. ».
Le commandant des cent-gardes dépendait de l'adjudant général du Palais, qui fut le général Alexandre Alban Rolin jusqu'au 11 juillet 1868, suivi du général Charles Malherbe jusqu'au 14 mai 1870 et enfin du général de Courson de la Villeneuve, de cette date jusqu'à la fin de l'Empire. L'adjudant général du Palais dépendait du grand maréchal du Palais Jean Baptiste Philibert Vaillant (1790-1872) qui avait la charge de la Maison militaire de l'empereur.

#### Commandants en second
De la création du corps jusqu'en 1858, les deux commandants en chef furent assistés par un seul capitaine-commandant. À la suite de la réorganisation du 17 mars 1858, la substantielle augmentation des effectifs conduisit à articuler l'escadron en un état-major et deux compagnies, commandées chacune par un capitaine-commandant :
- 1855 : Joseph Hildevert Amédée Laurans des Ondes (1811-1859)
- 1856 puis 1859-1861 : Jules Auguste Michel Despetit de La Salle (1827-1899)[N 3]
- 1857-1858 : Arnaud Ernest Junqua (1816-1893)[N 4].
- 1859 : Adrien Charles Bignon (1827-1895)[N 5]
- 1860-1863 : Joseph Charles Alexis Alfred Innocenti (1824-1893)[N 6]
- 1862-1864 : Henri Pierre Marie Clairin (1823-1886)
- 1864-1868 : Jean Jules Bousson (1834-1906)[N 7]
- 1865-1870 : Paul Félix Edmond Brincourt (1828-1870)
- 1869-1870 : Charles Schürr (1825-1891)

### Fonctions
L'article premier du décret de 1854 indique laconiquement le motif de la création de l'escadron :
« Un corps de cavalerie d'élite est affecté à la garde de notre personne et au service intérieur des palais impériaux. »
Dès le décret de 1856, cette garde est étendue à la famille de l'empereur, et les attributions des cent-gardes sont précisées :
« L'escadron des cent-gardes à cheval, institué par notre décret du 24 mars 1854, est affecté à la garde de notre personne, à celle de l'impératrice notre bien aimée épouse et à celle des Enfants de France. Il sert, en conséquence, d'escorte aux personnes ci-dessus désignées toutes les fois que l'empereur l'ordonne, et il est exclusivement chargé de fournir les postes et factionnaires placés à l'intérieur des palais impériaux. »

### Recrutement
Les officiers étaient choisis parmi l'élite des troupes de cavalerie. Les sous-officiers et gardes devaient satisfaire à plusieurs critères : outre une conduite et une moralité irréprochables, ils devaient avoir un minimum de trois ans d'ancienneté dans leur corps d'origine, avoir une durée d'engagement à effectuer également de trois ans et posséder un grade de sous-officier. La prestance était aussi indispensable : ils devaient mesurer au minimum 1,78 m à la création du corps en 1854, ce qui était une taille élevée à l'époque.
Après sa prise de fonction en 1856, le colonel Verly s'attacha à développer le niveau d'instruction générale du corps. Savoir lire et écrire correctement furent ajoutés aux critères de sélection. Un professeur de français, affecté à l'escadron, donnait des cours pendant les heures de service.
À la réorganisation du corps en 1858, les conditions d'admission furent modifiées : les simples cavaliers pouvaient postuler et les sous-officiers candidats devaient abandonner leur grade. L'ancienneté requise était réduite à deux ans, mais la taille minimale était portée à 1,80 m.

## Casernement

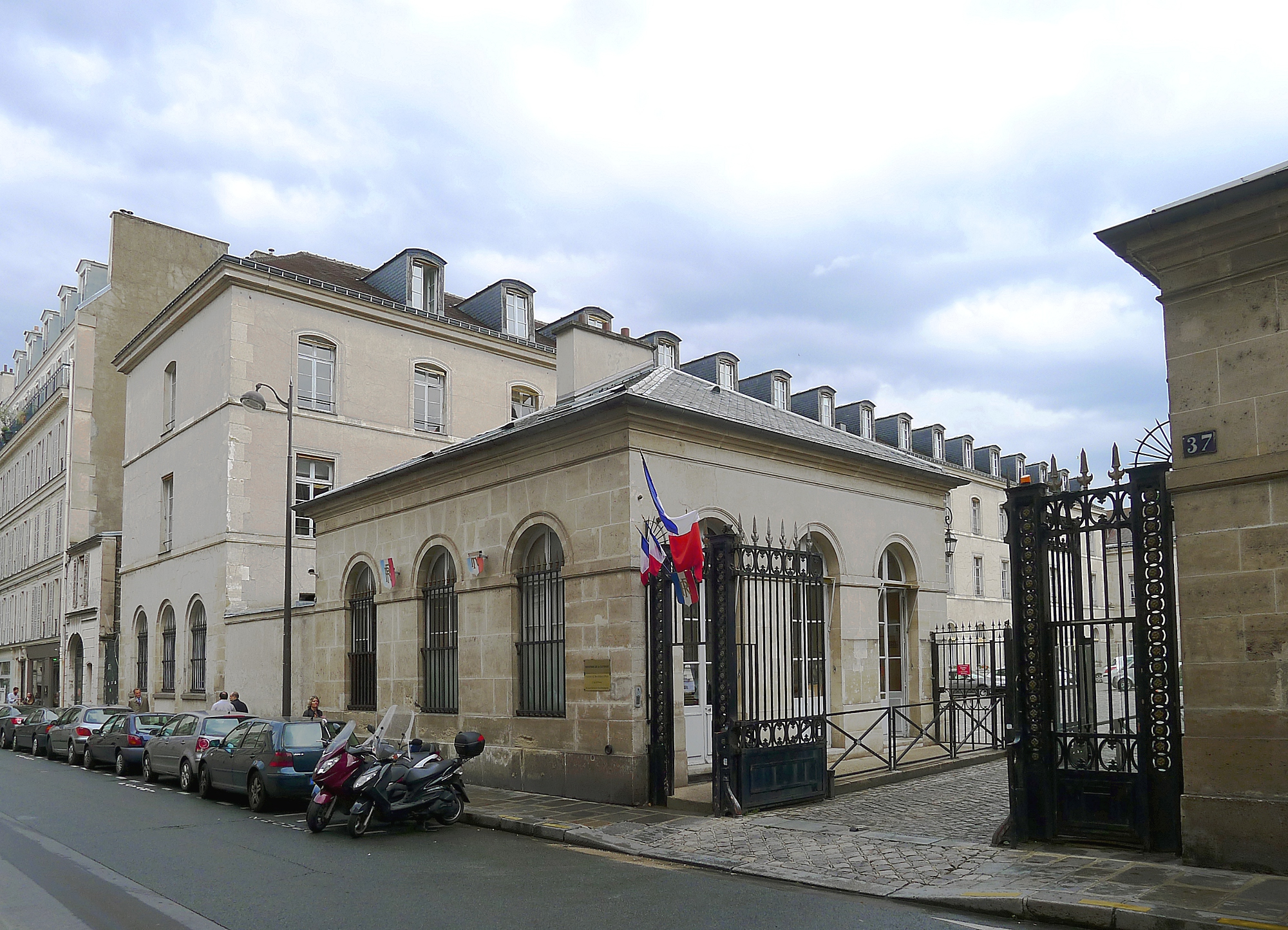
La caserne de Bellechasse en 2012

À sa création, l'escadron fut provisoirement installé dans les Grandes écuries du château de Versailles. Transféré à Paris, il occupa d'abord les écuries du Louvre avant de s'installer définitivement en 1857 dans la caserne de Bellechasse située au 37 rue de Bellechasse dans le 7e arrondissement de Paris. Ce bâtiment fut construit sous le Premier Empire sur des terrains pris par la Révolution à l'abbaye de Penthemont et au couvent des dames de Bellechasse. La caserne accueillit le 23 septembre 1805 une partie de la garde impériale, puis les gardes-suisses à la Restauration et un régiment de dragons sous Louis-Philippe.
En attendant leur installation définitive rue Bellechasse, les cent-gardes s'installèrent au Pavillon des cent-gardes à Marnes-la-Coquette.
« Les Cent-gardes suivaient l'Empereur à Saint-Cloud, Fontainebleau et Compiègne. 

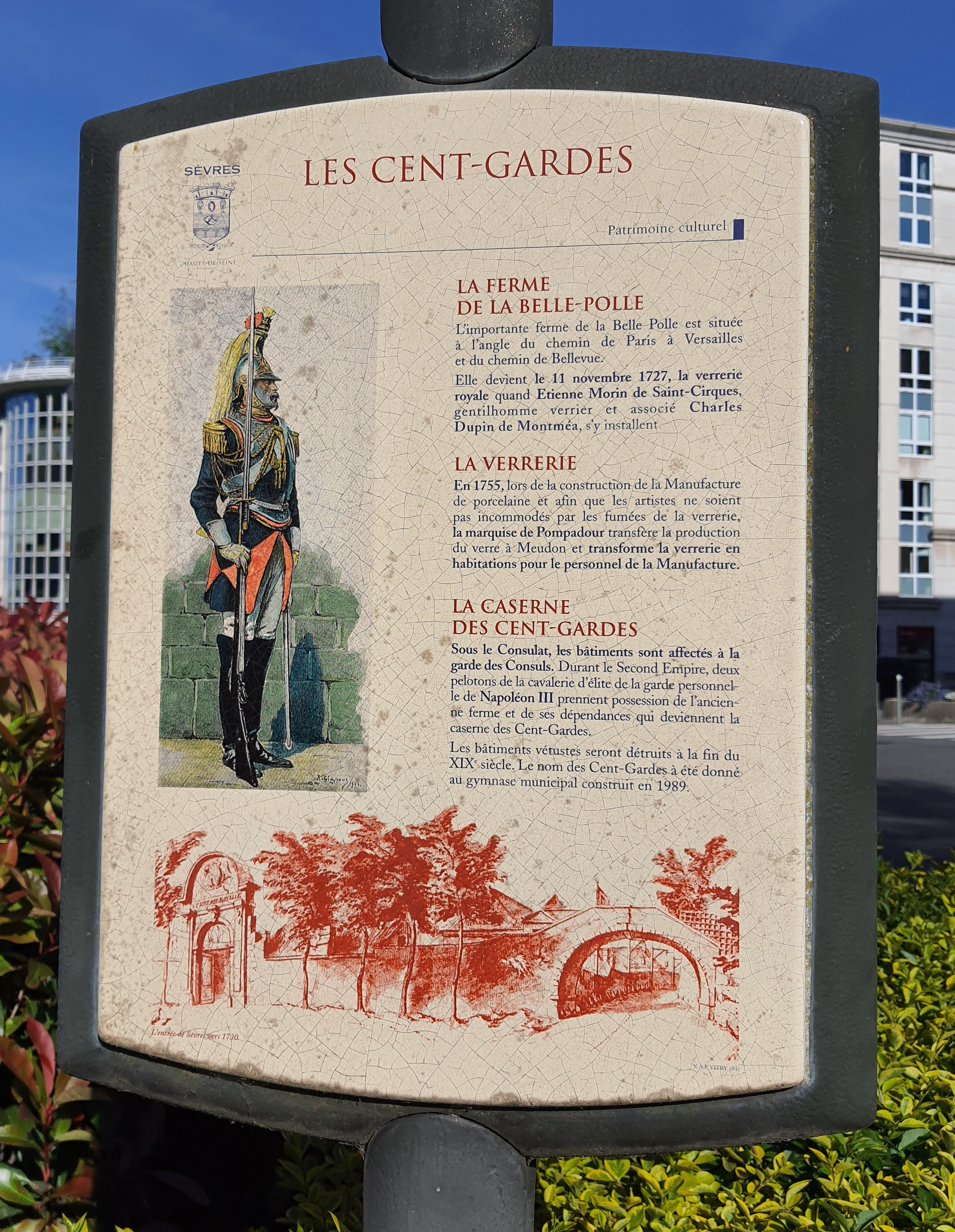
Borne historique "LES CENT-GARDES" à Sèvres (92310)

À Saint-Cloud, ils étaient casernés au bas du parc, sur la droite, avenue de Bellevue (devenue Avenue de la Division-Leclerc) à Sèvres, à Fontainebleau et Compiègne, ils logeaient dans les bâtiments du palais. »
L’Empereur étant souvent à Saint-Cloud, ses Cent-Gardes casernés dans le bas de Sèvres y ont laissé un souvenir que la municipalité rappelle dans une borne historique proche de cette ancienne caserne. Ces bâtiments vétustes seront détruits à la fin du XIXe siècle. Le nom des Cent-Gardes a été donné au gymnase municipal construit en 1989 et, par extension, à la vigne municipale qui jouxte le gymnase. Comme il se doit, la vigne des Cent-Gardes plantée en 2018 est constituée de cent ceps de vigne. Elle est gérée par l’association « Vignes en Sèvres ».

## Soldats de prestige

### Uniformes

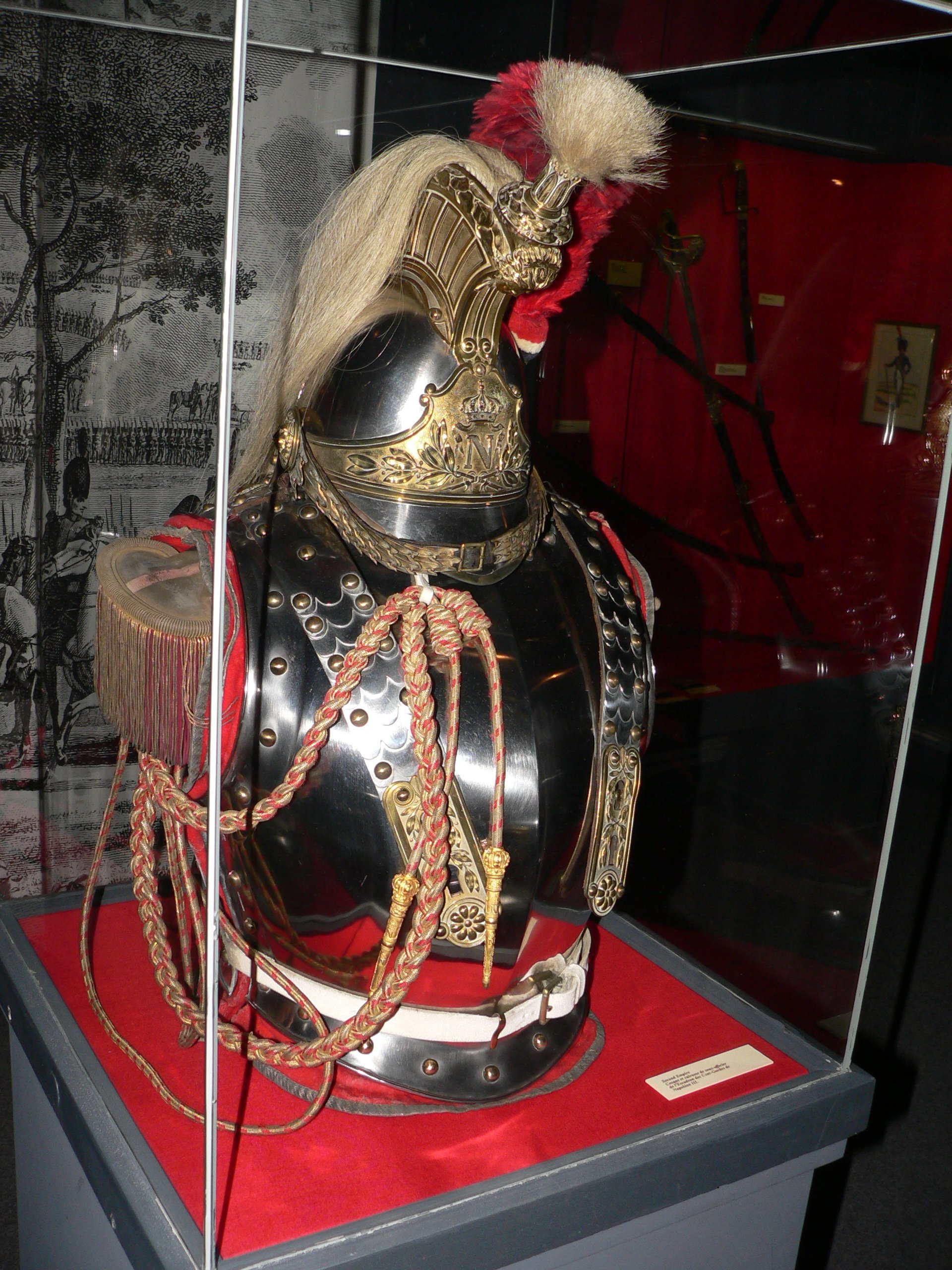
Casque et cuirasse de cent-garde

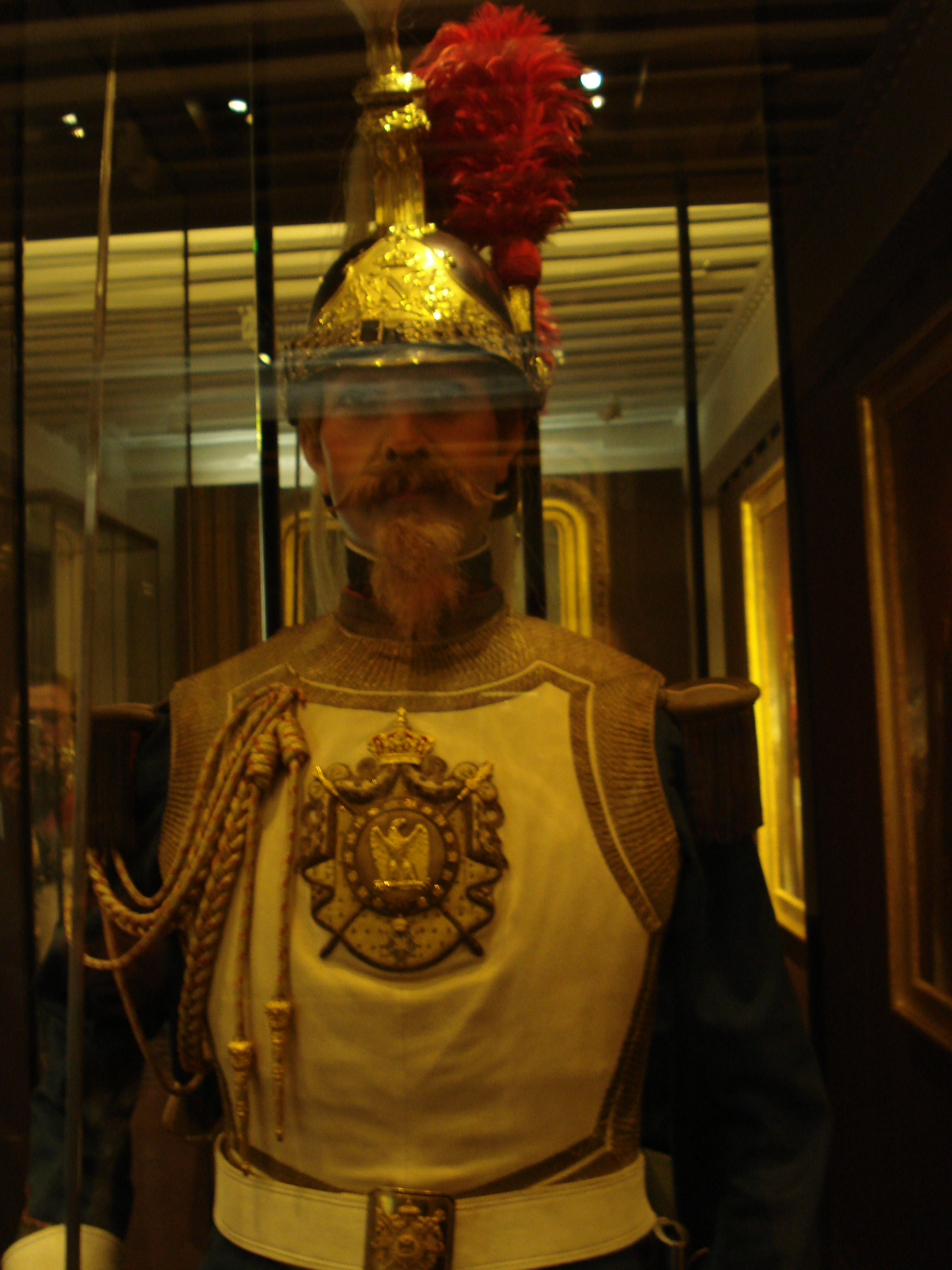
Tenue d'intérieur avec soubreveste

Il semble qu'il ait existé, à la création du corps, un projet d'uniforme resté sans suite, consistant en une cuirasse de buffle brodée aux armes de l'empereur, un habit et une culotte blanche, des bottes dites « à l'écuyère » et un casque,.
À quelques détails près, modifiés au cours des deux premières années, l'équipement et les tenues des cent-gardes, définies par le maréchal Vaillant dans une circulaire en date du 20 septembre 1854, sont restés inchangés jusqu'en 1870.

#### Tenues des officiers
Grande tenue à cheval
Casque d’acier plaqué d’argent avec jugulaires, plaque portant un N et cimier dorés. Aigrette en crin blanc, crinière blanche, plumet écarlate olive dorée. 
Cuirasse d’acier poli à gouttière d'un poids de 3 kg, resserrée à la taille ; épaulières en cuir recouvertes d’écailles d’acier rivetées avec plaques de fermeture en laiton. La cuirasse se portait sur un gilet matelassé en grosse toile écrue bordé d'un galon écarlate et or.
Tunique longue à jupe en drap bleu clair, collet écarlate à double galon doré, parement écarlate. Épaulettes, et boutons timbrés d’une grenade dorés. Aiguillette doubles en fil doré. Ceinturon en buffle blanc à plaque dorée.
Culotte en peau de daim blanc, bottes hautes dites « à l’écuyère » garnies d'éperons dits « à la chevalière » en acier poli, gants blancs à crispins. Manteau de cheval en drap bleu clair.
Grande tenue à l'intérieur des palais
Elle était identique à la grande tenue à cheval, mais la cuirasse était remplacée par une soubreveste, sorte de casaque sans manches en drap couleur chamois, bordé d'un large double galon d'or et portant en son centre les armoiries impériales brodées en fil doré. Cet équipement, dit « cuirasse de salon » ne fut porté que peu de temps et remplacé par le port de la cuirasse en toutes occasions.
Grande tenue de bal ou de gala
Habit, collet et parements, épaulettes et aiguillettes comme sur la tunique. Bicorne à ganse et à glands d'or aux coins, cocarde tricolore. Culotte de casimir blanc, bas de soie blanche et escarpins.
Petite tenue de ville
Tunique, bicorne, épaulettes et aiguillettes, pantalon garance et épée.
Tenue du matin
Identique à la tenue de ville, mais le bicorne est remplacé par un képi ou un bonnet de police.

#### Tenues des gardes
Les tenues des gardes ne différaient de celles des officiers que par quelques détails. La soubreveste (ou cuirasse en drap) des tenues de palais est identique à celle des officiers. Elle est fournie par Paule et ne coûte pas moins de 275 fr. Elle ne sera portée que quelques mois, jusqu’en décembre 1854 en grande tenue à pied. La cuirasse est en acier bruni avec une ceinture en buffle. Sur le casque, les pièces en cuivre ne sont pas dorées comme sur celui d’officier et les parties en fer sont polies et non argentées.

#### Tenues des trompettes
Tunique écarlate aux jupes doublées de bleu, ornée de brandebourgs d'or sur le plastron, aux coutures galonnées d'or sur le plastron. Chevrons d'or sur les manches. Culottes, bottes et gants identiques à ceux des gardes.
 Ils étaient pourvus d'une trompette argentée droite, conçue par Adolphe Sax inventeur du saxophone, portant une flamme carrée brodée faisant office de fanion pour l'escadron qui n'avait pas d'étendard spécifique. Les trompettes ne portaient pas de cuirasse. Un modèle de soubreveste a été présenté à l’Empereur mais ne fut vraisemblablement porté qu’en présentation.

#### Tenue de cantinière
Il fut envisagé de doter l'escadron d'une cantinière, mais l'effectif restreint et les contraintes budgétaires firent que le projet n'aboutit pas. Son uniforme avait toutefois été conçu et fabriqué. Il fut porté une unique fois par l'épouse du commandant Verly à l'occasion d'un bal masqué au palais des Tuileries.

Principales tenues des cent-gardes
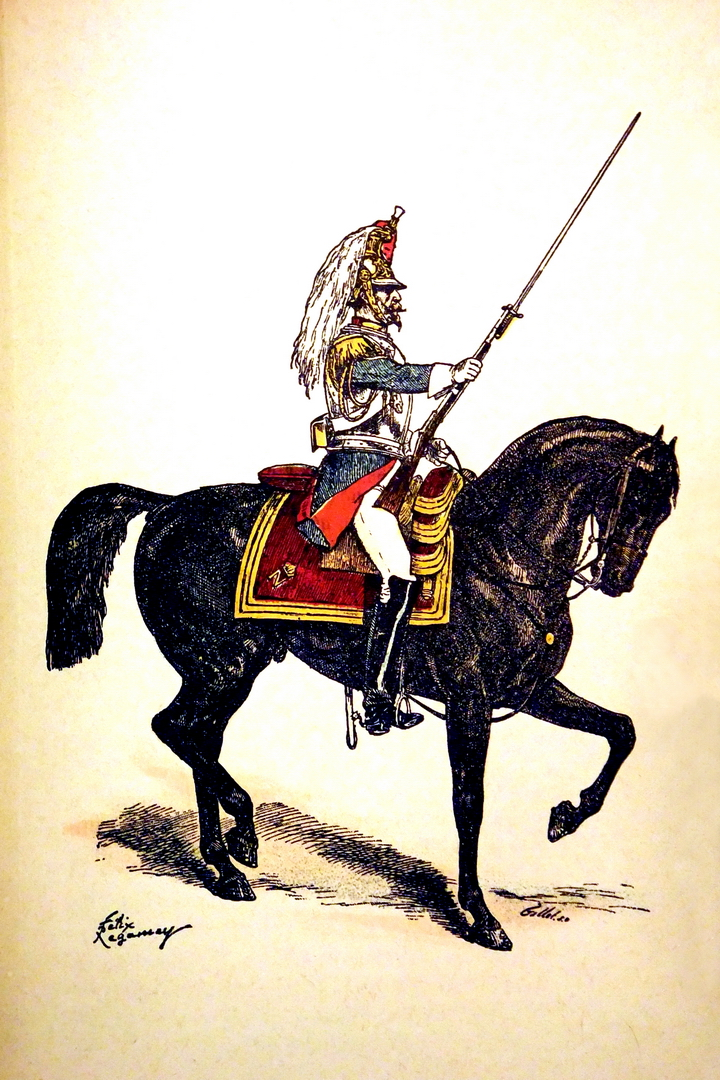
Grande tenue à cheval
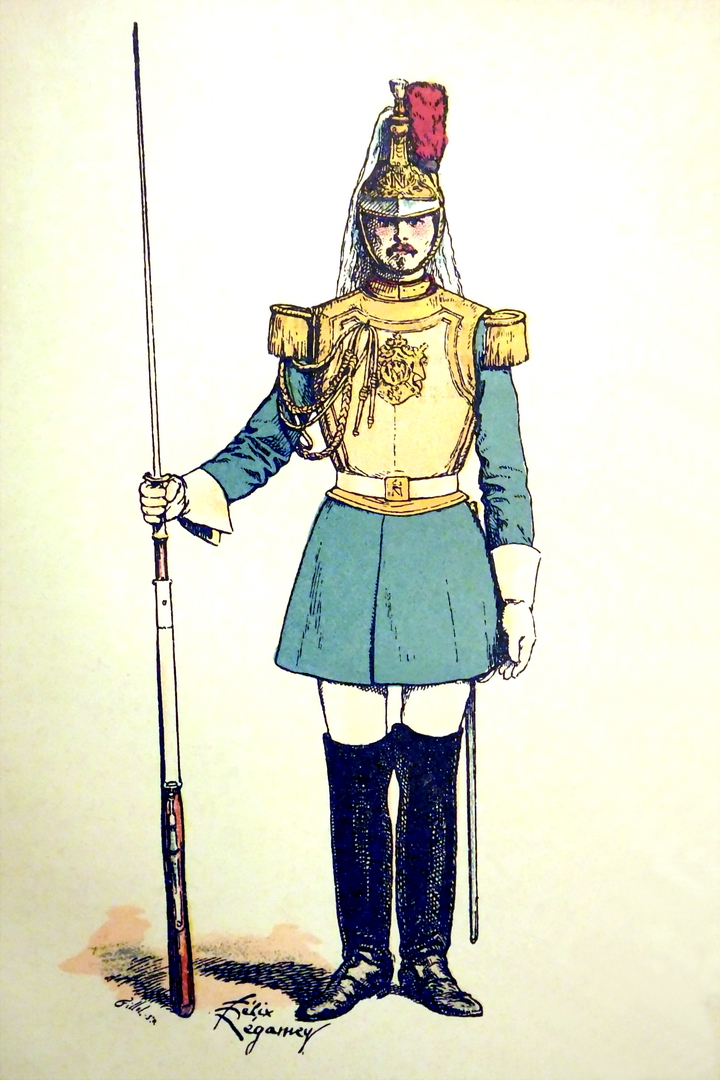
Grande tenue à pied
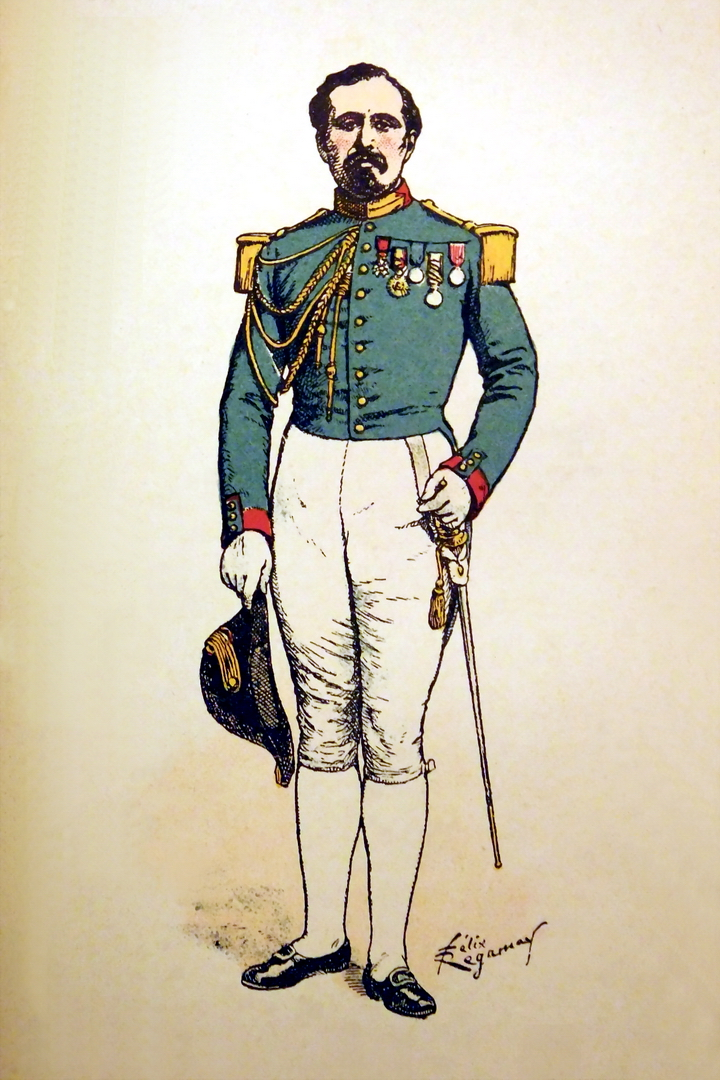
Tenue de gala
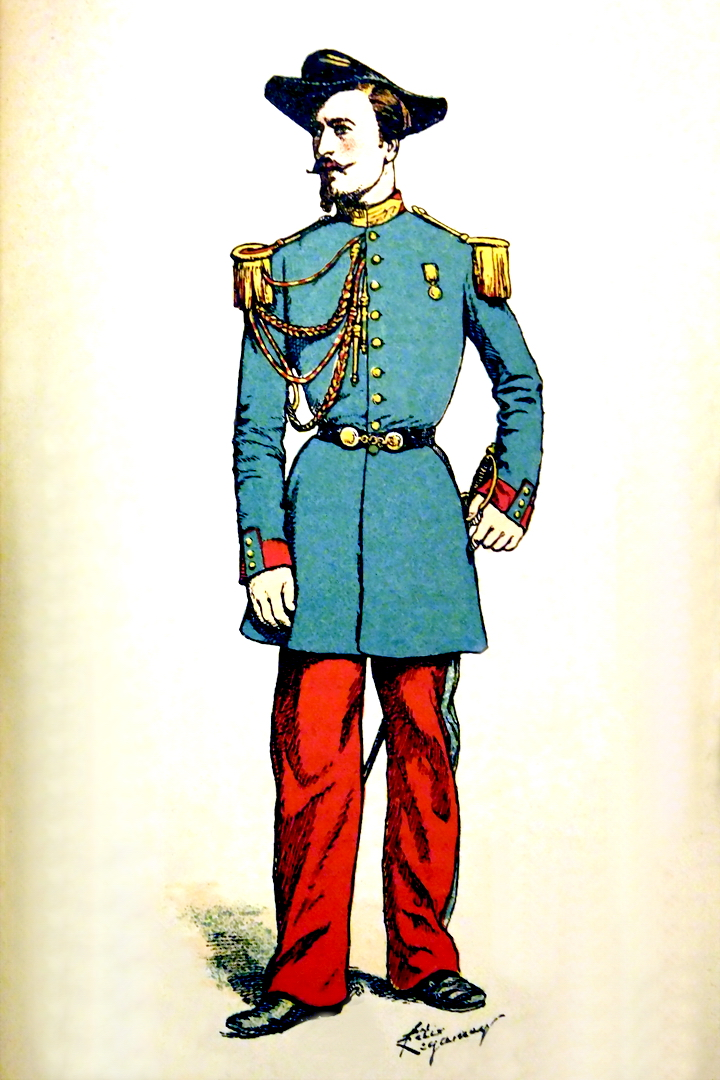
Tenue de ville
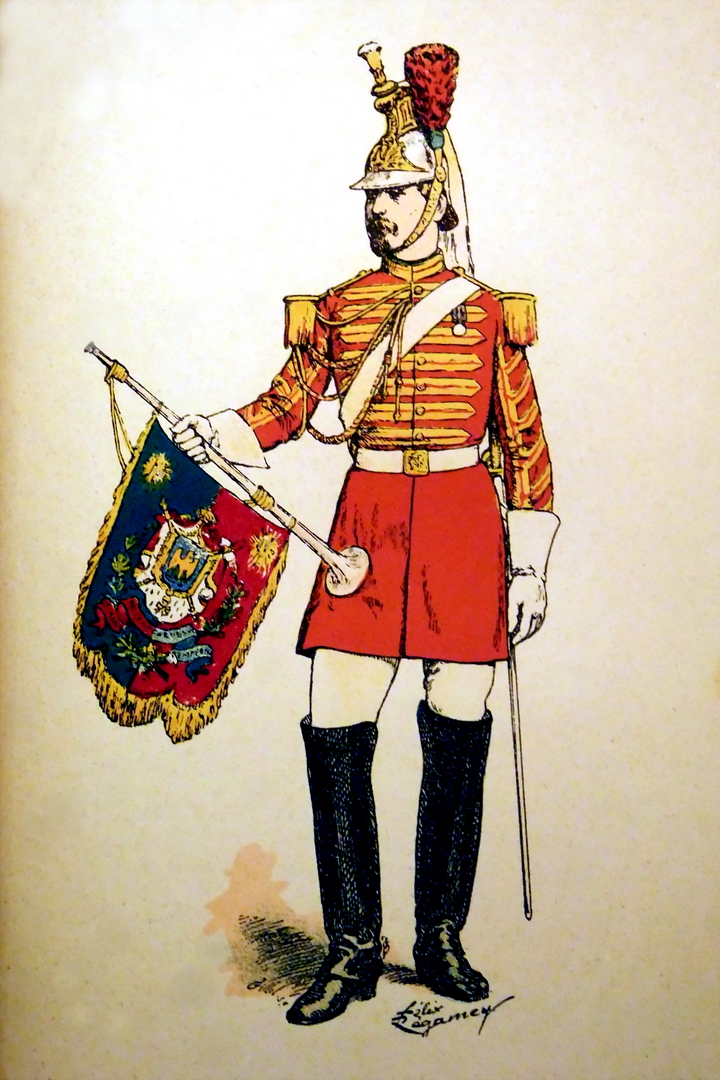
Trompette
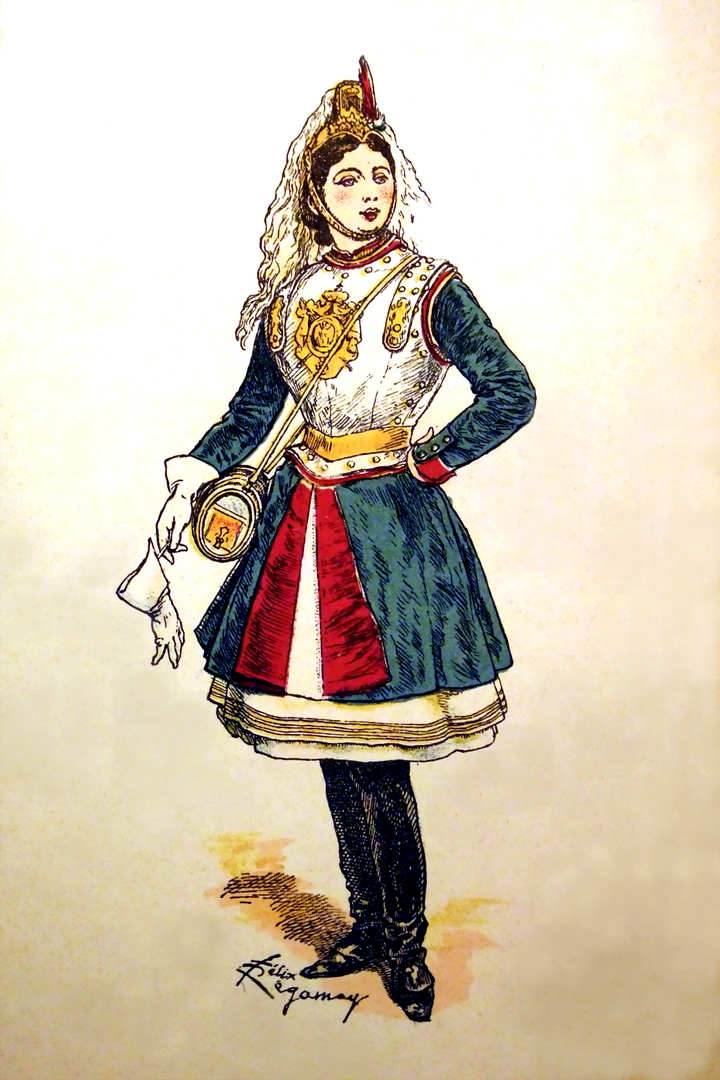
Cantinière
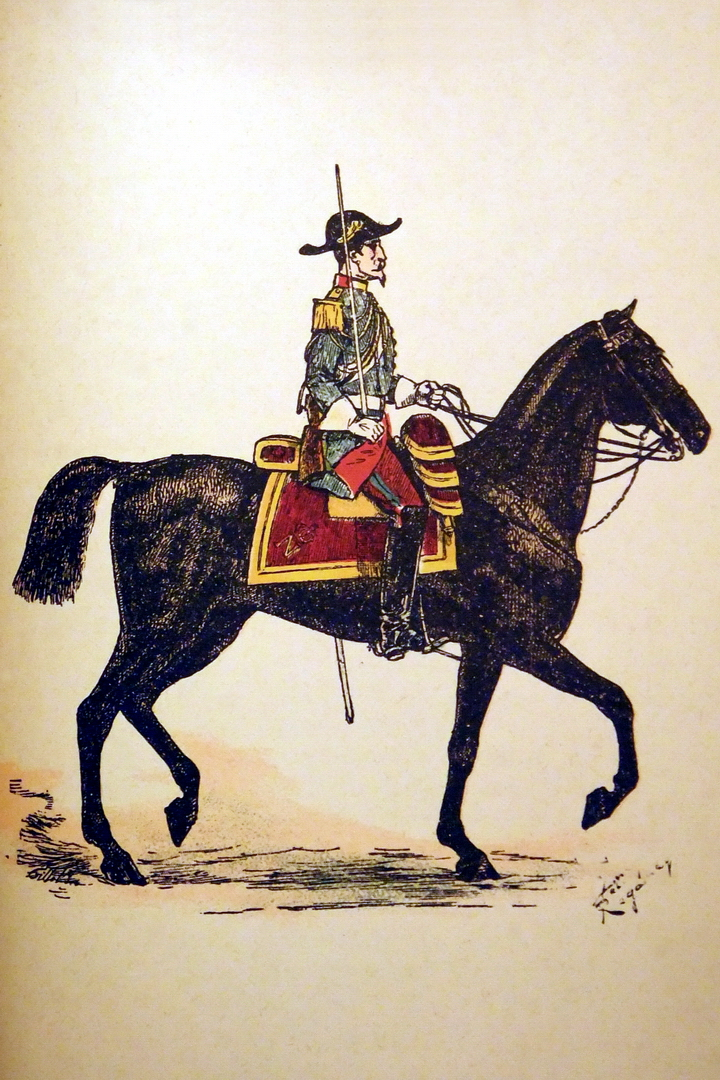
Tenue de campagne 1870
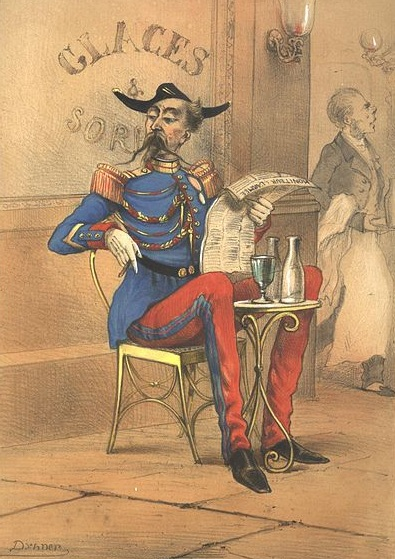
Cent-garde en tenue de ville caricaturé par Draner

### Armement

#### Mousqueton
À leur création, les cent-gardes furent équipés du mousqueton de cavalerie à tabatière de type Arcelin, modèle d'essai qui devait également équiper les cuirassiers de la Garde impériale, opération qui ne fut jamais effectuée.
En 1856, l'escadron fut doté du mousqueton Treuille-de-Beaulieu, du nom de son inventeur, dont il a été le seul corps à être équipé. De ce fait, l'arme fut couramment dénommée « le mousqueton des cent-gardes ». Il était équipé d'une bretelle en buffle blanc. C'est le futur Napoléon III en personne, alors qu'il était encore Prince-président, qui en avait demandé la création au capitaine Treuille de Beaulieu, alors directeur-adjoint de l'atelier de Précision. Long de 1,17 m et pesant 3,150 kg, c'était une arme à canon rayé se chargeant par la culasse et tirant des cartouches à broches d'un calibre de 9 mm. Ces dernières permettaient un rechargement rapide des armes, mais présentaient un risque d'explosion en cas de choc sur la broche. Bien qu'en avance sur les armes de l'époque, ce mousqueton était considéré comme dangereux du fait de la délicatesse de son mécanisme qui faisait que le coup pouvait partir avant que l'arme soit portée à l'épaule.

#### Pistolets
Les pistolets étaient du modèle ordinaire de la cavalerie, soit 1822 T puis 1822 T bis à partir de 1860, lorsque son canon fut rayé. Un pistolet Treuille-de-Beaulieu se chargeant par la culasse, destiné aux cent-gardes, a été fabriqué mais n'a jamais été mis en service.

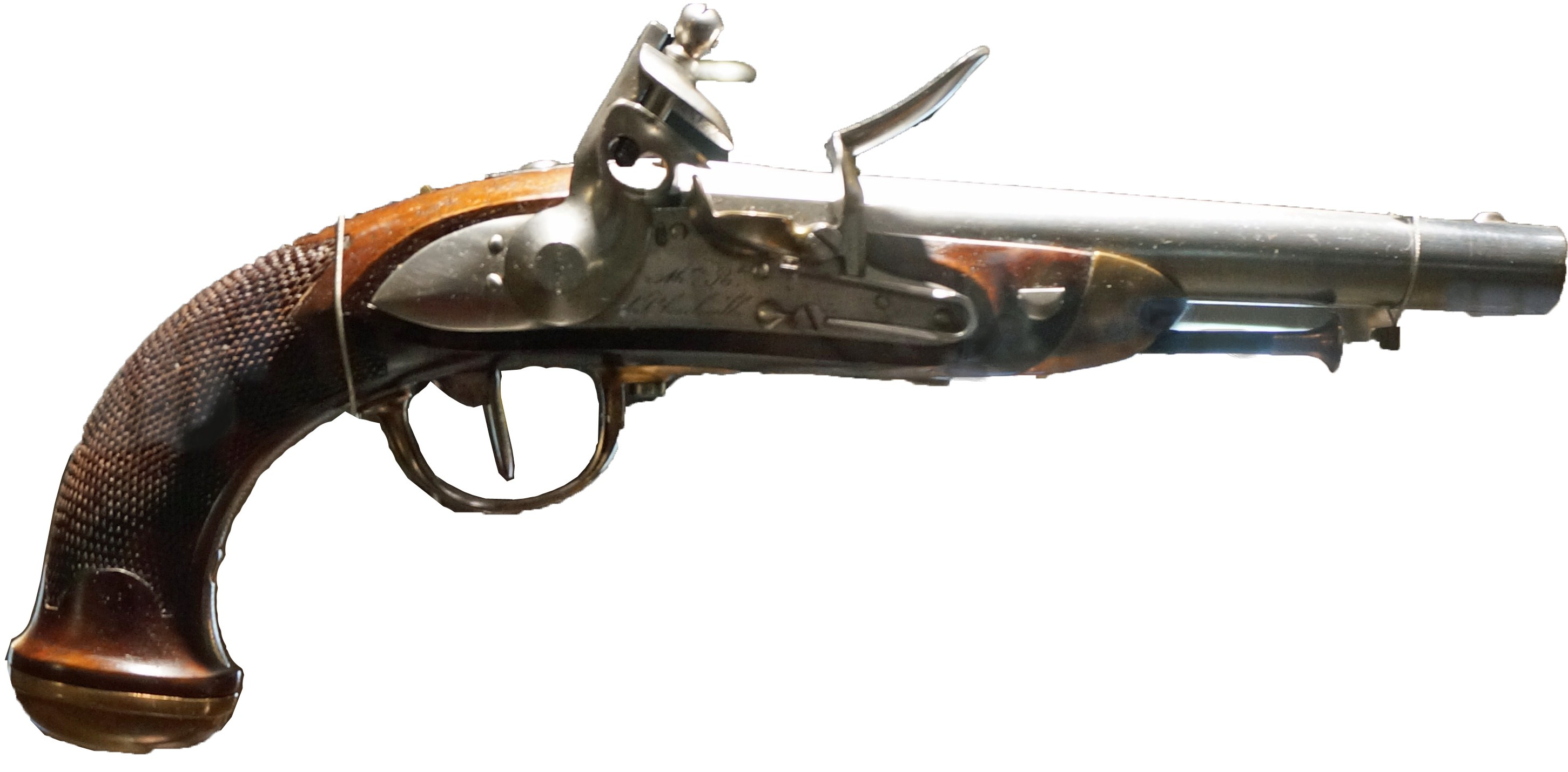
Pistolet de cavalerie modèle 1822 T
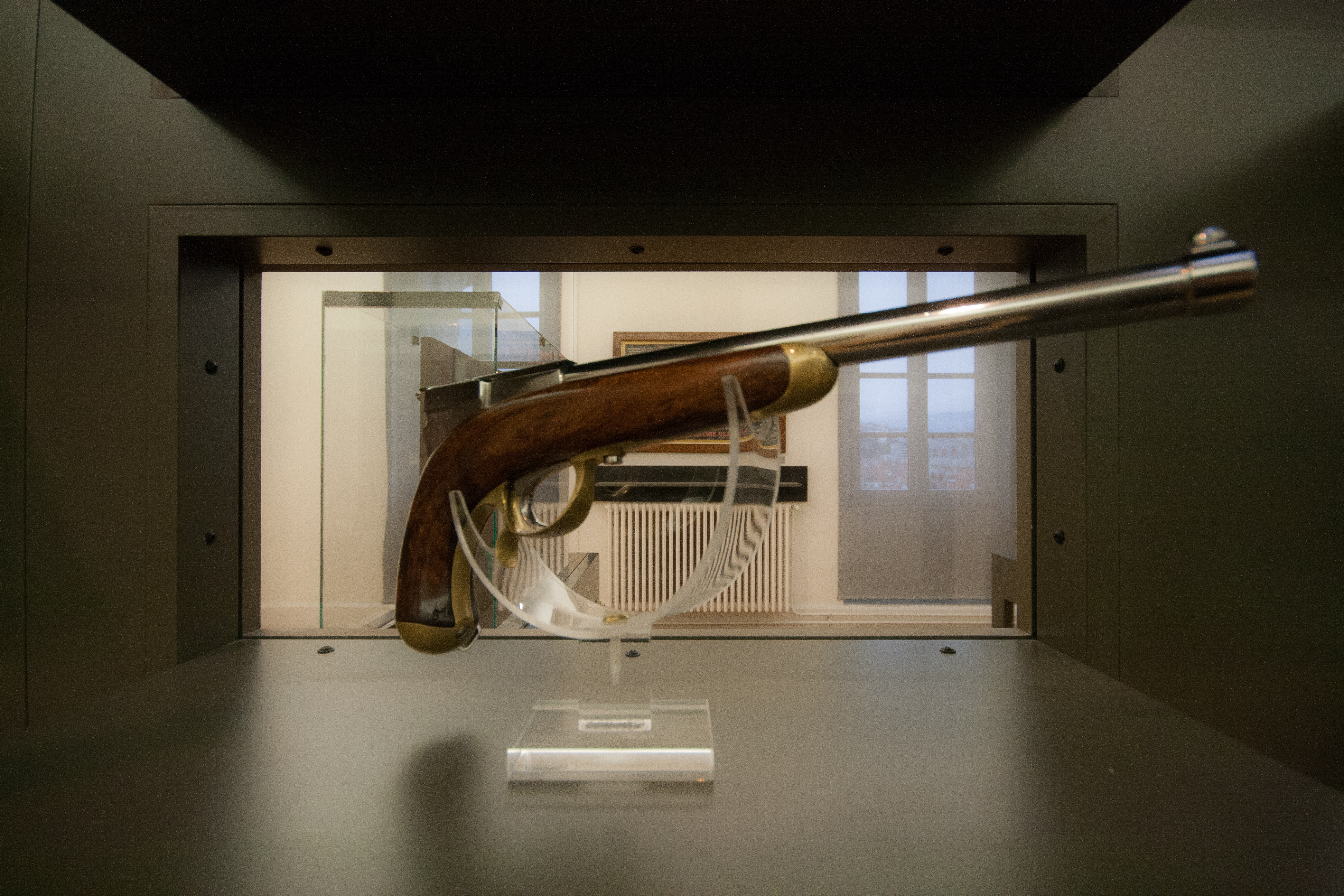
Pistolet Treuille-de-Beaulieu 1854

#### Sabres et épées
- Les cavaliers de l'escadron disposaient d'un sabre-lance droit de type latte de plus d'un mètre, dont la poignée et la garde en laiton étaient aménagées de façon à pouvoir devenir la baïonnette de leur mousqueton, l'ensemble mesurant alors 2,33 m de long[23]. Les sabres furent raccourcis à 86,5 cm en 1858 pour préserver les plafonds des palais impériaux lorsque les gardes présentaient les armes.
- Les officiers possédaient un sabre d'un mètre, avec une coquille décorée des armes impériales.
- Pour les tenues de ville, les gardes portaient une épée à lame triangulaire longue de 85 cm, avec une garde en laiton, placée dans un fourreau en cuir avec deux garnitures de laiton.

### Montures
Les chevaux des cent-gardes, tous de couleur noire ou bai-brûlé, à l'exception de ceux des trompettes qui étaient gris, étaient réputés être les plus beaux de la cavalerie. Sélectionnés dans les élevages de Normandie par le chef de corps en personne, ils devaient être âgés de 3 à 4 ans et mesurer au minimum 1,68 m au garrot. Achetés en moyenne 2 000 francs, ils prenaient souvent une très grande valeur lorsqu'ils étaient revendus à l'issue de leur service après avoir été débourrés et dressés dans l'escadron. Ainsi Iroquois, une des montures du colonel Verly, acheté 1 800 francs fut revendu 6 000 francs à un maquignon parisien qui le revendit à son tour 12 000 francs comme cheval de promenade à une princesse. Il faut dire que ce cheval était devenu célèbre à l'issue du dernier carrousel du printemps 1870 : effrayé par les tentures rouges agitées par le vent, il s'était cabré spectaculairement devant la tribune impériale.
Tous les officiers, ainsi que certains sous-officiers et cavaliers, étaient issus de l'école de cavalerie de Saumur. Tous les cavaliers s'entraînaient quotidiennement au manège sous le contrôle du colonel Verly et du capitaine Schürr, écuyer de grand talent.

### Service
Le service ordinaire aux Tuileries était quotidiennement assuré par un maréchal des logis, deux brigadiers et douze hommes qui fournissaient en permanence une garde de quatre factionnaires immobiles à l'intérieur du Palais. Ils devaient rester absolument immobiles durant deux heures, tenant leur mousquet verticalement de la main droite par la poignée du sabre-baïonnette emmanché au canon, la crosse reposant à terre. Ils ne présentaient les armes qu'au passage de l'empereur, de sa famille et des souverains étrangers. Pour saluer, le garde présentait le mousquet tenu par la poignée au bout de son bras étendu de toute sa longueur à l'horizontale, puis reposait l'arme en frappant la crosse à terre. Lorsqu'il ne s'agissait pas de l'empereur lui-même, l'arme était reposée en douceur. De 1854 à 1856, un officier des cent-gardes couchait dans le cabinet du souverain, allongé en travers de la porte de sa chambre.

### Le service des étendards
Contrairement aux drapeaux et étendards des régiments ordinaires, les étendards de toutes les unités de la Garde impériale étaient déposés en permanence dans le cabinet de l'empereur au palais des Tuileries. À chaque occasion pour laquelle la Garde impériale devait se produire, un peloton des cent-gardes à cheval en grande tenue se rendait au palais pour prendre ces étendards et les remettre en passant sur le front des troupes, puis le peloton rejoignait l'escorte à l'arrivée de l'empereur sur le terrain. Au moment du défilé, le peloton allait prendre position au débouché du champ de manœuvre. Chaque porte-étendard remettait son « aigle » à l'officier des cent-gardes qui le remettait à un de ses gardes. Une fois tous les étendards recueillis, le peloton précédé d'un trompette retournait en rang par quatre au palais des Tuileries. Les cavaliers en seconde et troisième position de chaque rang portaient les étendards appuyés sur leur étrier, tandis que les gardes situés de part et d'autre les escortaient sabre au clair.

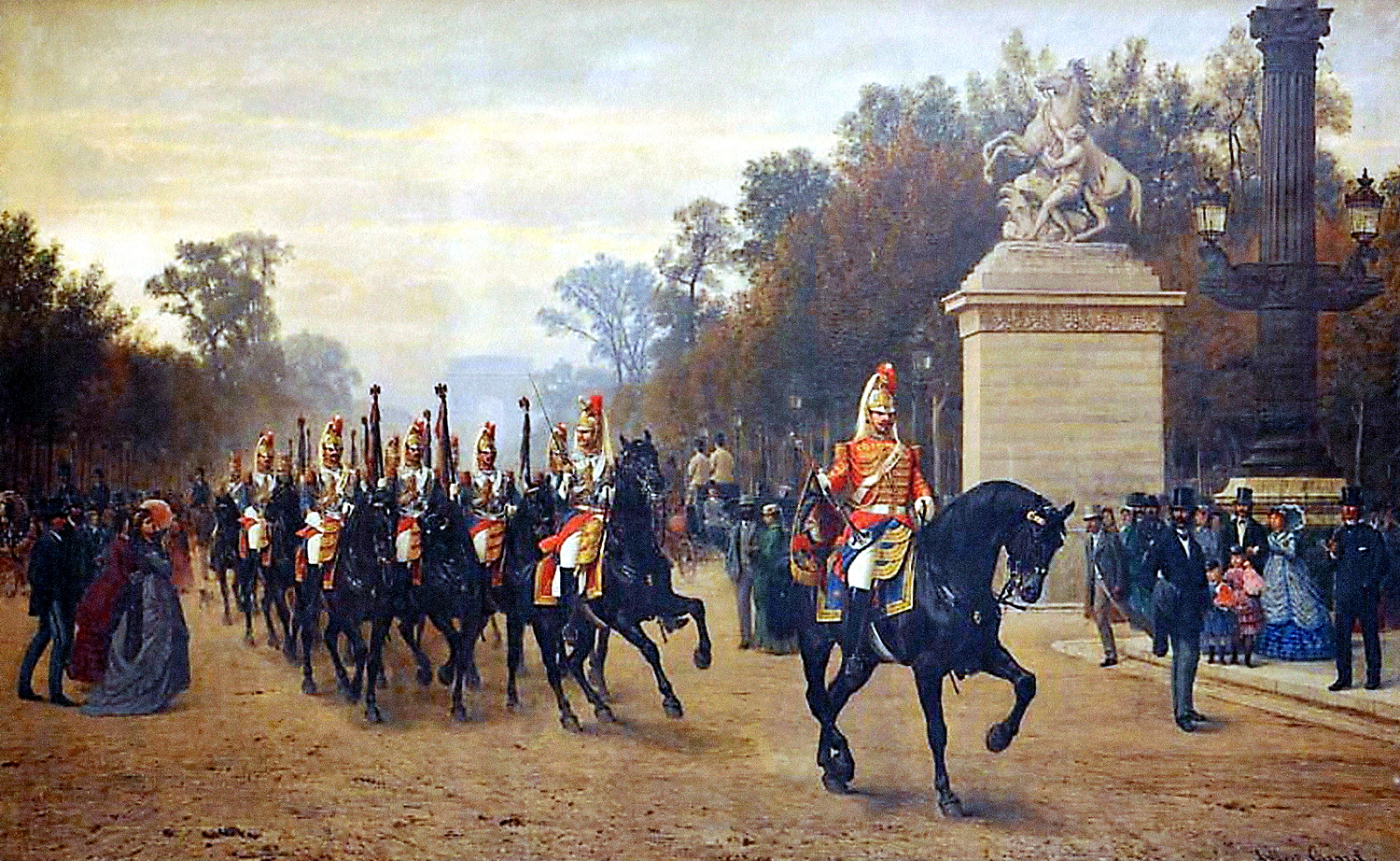
Le peloton des étendards des cent-gardes revenant de la revue sur les Champs-Élysées. Tableau de Paul-Albert Girard (1869).

### Une immobilité mise à rude épreuve

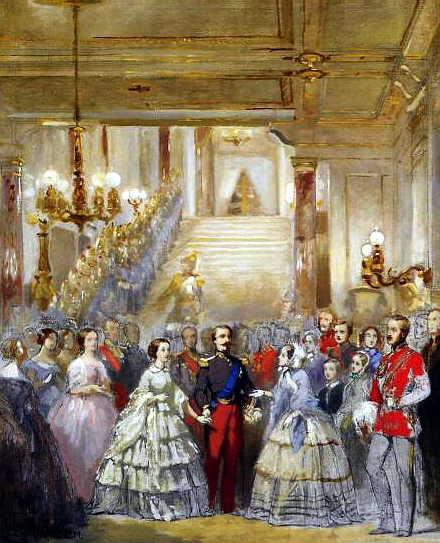
Réception de la reine Victoria au château de Saint-Cloud en 1855.
En arrière-plan, la haie des cent-gardes dans l'escalier.

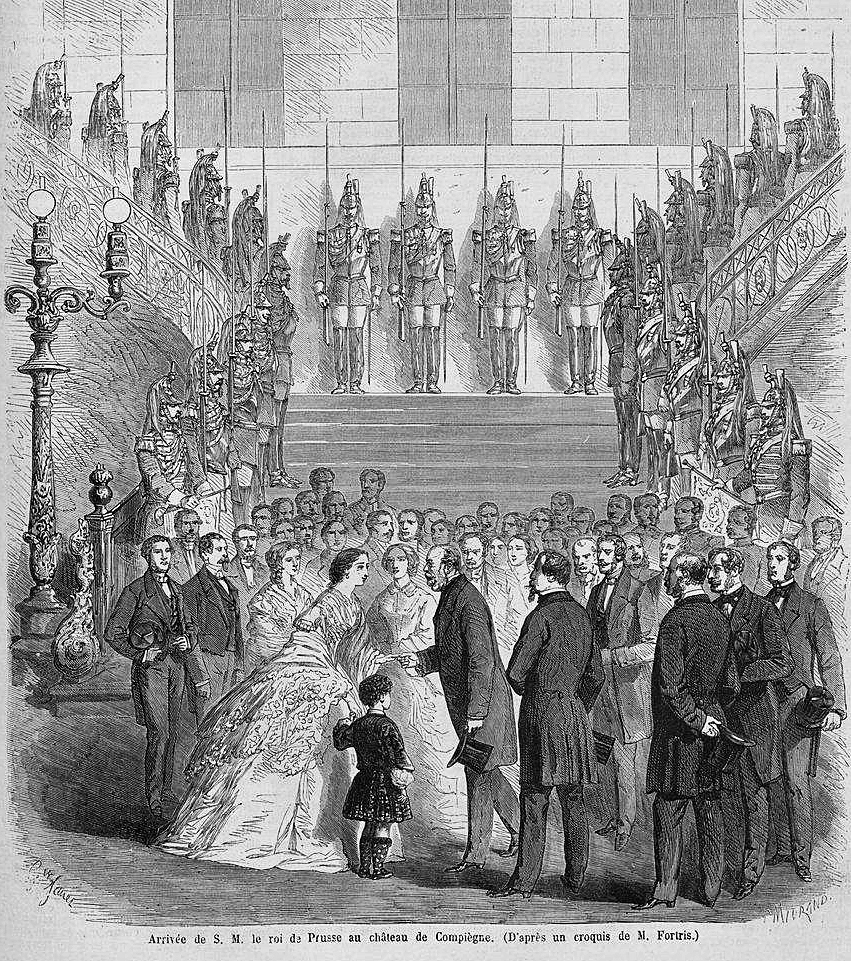
Double haie de cent-gardes dans le grand escalier du château de Compiègne à l'occasion de la visite du roi de Prusse le 6 octobre 1861

Leur immobilité légendaire, qui les faisait ressembler à des statues de pierre lorsqu'ils montaient la garde, leur valut le surnom de « cariatides ». Pour les bals et les réceptions, tout l'escadron était mobilisé. Les gardes étaient échelonnés sur les marches de l'escalier d'honneur, et des factionnaires étaient placés à toutes les portes donnant accès aux appartements et aux salons. Ils étaient relevés toutes les demi-heures. Dans certaines circonstances, cet immobilisme absolu pouvait devenir intenable. Lors des représentations de gala à l'opéra de Paris, deux cent-gardes étaient en faction au port d'arme de part et d'autre de la loge impériale, et deux autres de chaque côté de la scène, entre le rideau et la rampe. Il faut rappeler qu'à l'époque les feux de la rampe justifiaient leur nom, l'éclairage scénique étant réalisé par des lampes fonctionnant au pétrole ou au gaz. La chaleur était si intense qu'il fallait les relever tous les quarts d'heure, voire beaucoup moins quand le rideau était baissé : « Au bout de quelques minutes on voyait le cent-garde osciller comme un grand cierge et il fallait se hâter de le faire relever sous peine de le voir s'évanouir ».
Au cours d'un bal donné à Bourges dans une salle surchauffée, un cent-garde s'effondra brutalement, victime d'un malaise. Aussitôt des dames se précipitèrent à son secours et faillirent l'étrangler en tentant de lui retirer son casque sans avoir relevé sa jugulaire. C'est finalement l'impératrice en personne qui tendit son éventail pour qu'on le ranime. Revenant à lui, le malheureux aurait déclaré « qu'il avait suffi de ce précieux talisman pour le ranimer. ». Afin d'éviter de désagréables surprises lors de ce type d'incident, les gardes devaient effectuer une toilette intégrale minutieuse avant leur prise de service :
« Qu'il arrivât à un cent-garde de service un accident quelconque, une syncope provoquée par la chaleur, si besoin était qu'on le dévêtit, il n'avait pas à craindre que ceux qui lui donnaient des soins fussent choqués par la vue de son corps mal entretenu. »
Leur immobilité absolue lorsqu'ils étaient en service provoquait admiration et parfois agacement. Ainsi le vieux maréchal de Castellane vint à passer, un jour de gala, devant le cent-garde Georges Strinz, un colossal Alsacien de 2,1 m figé au garde-à-vous à l'entrée du cabinet de l'empereur. Choqué de ne pas avoir été salué, le maréchal réprimanda le factionnaire qui resta figé et impavide. Le ton monta, les cris et même la menace du peloton d'exécution laissèrent le factionnaire impassible. Excédé, le maréchal demanda à un officier de faire immédiatement relever l'insolent. Finalement, c'est l'empereur en personne qui dut intervenir pour calmer l'irascible militaire en lui expliquant que le malheureux ne faisait qu'obéir aux ordres.
Tous les moyens étaient bons pour tenter de les faire réagir : le jeune prince impérial, encore enfant, vida malicieusement une boite de dragées dans la botte d'un factionnaire qui ne broncha pas. L'impératrice elle-même sourit en passant devant un factionnaire et dit, s'adressant au baron Verly qui était à ses côtés : « Avouez, colonel, que cette immobilité est un trompe-l'œil et qu'un rien les en ferait se départir. » « Que votre majesté s'en assure ! » répondit le colonel. Aussitôt la souveraine adressa un vif reproche au soldat sur un manquement à la discipline imaginaire. Face à son absence totale de réaction, et piquée au jeu, l'impératrice alla jusqu'à lui administrer une gifle retentissante, qui n'eut pas plus d'effet et laissa le garde imperturbable. Voulant se faire pardonner cet outrage injustifié, l'impératrice fit envoyer le lendemain au factionnaire un billet de 500 francs. Celui-ci refusa la somme et fit répondre, par la voie hiérarchique : « qu'il s'estimait trop heureux d'avoir reçu sur le visage la main de sa bien-aimée souveraine ».

### Le prestige de l'uniforme

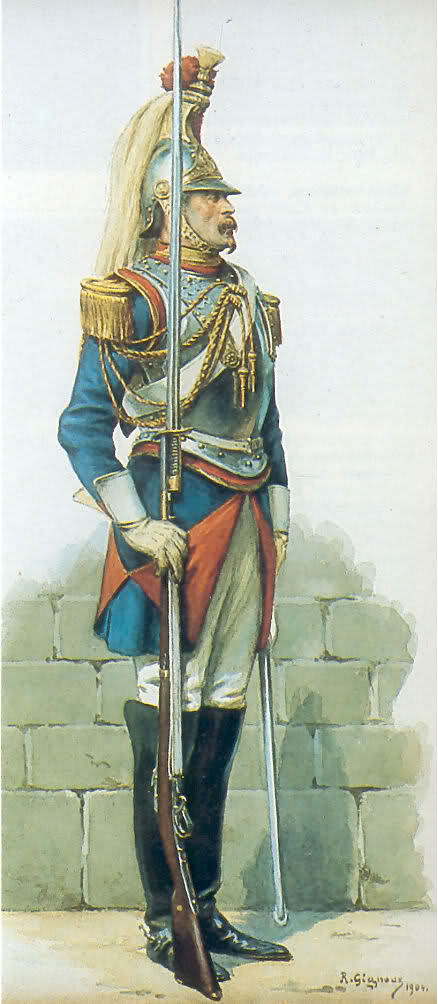
Cent-garde en grande tenue

Les dames étaient particulièrement admiratives des « cariatides » :

« Les cent-gardes échelonnés de marche en marche, immobiles au port d'armes, avec leur élégant uniforme bleu clair à revers rouges, leur cuirasse éclatante, leur casque paré d'une longue crinière blanche, étaient recrutés parmi les plus beaux hommes de l'armée. Avec leur air martial, leur noble prestance, leur taille élevée, ils formaient la plus magnifique escorte qu'un souverain pût avoir. »

« Madame Cavalier trouva la rue de Rivoli trop longue et fort irrégulière, n'étant bâtie que d'un côté ; le palais des Tuileries lui parut enfumé : les murs sombres avaient, à son avis, besoin d'être badigeonnés ; une seule chose excita son admiration, ce fut un cent-garde ! Elle avait envie de descendre de l'omnibus pour l'examiner de plus près. »

Et il semble que nombre succombèrent au charme des beaux cavaliers :

« Bien des femmes vinrent se mirer, les soirs de bal, dans les cuirasses étincelantes ; plus d'une remarqua dans les salons les fringants officiers d'alors, et Dieu sait ce que nous pourrions raconter à ce sujet si les héros de maintes aventures n'étaient pas encore vivants, ou leur mémoire trop respectée par nous, pour que nous nous permettions de retracer leurs heures d'ivresse... »

Cet intérêt amoureux parait avoir été délibérément prévu par l'empereur. Un jour où on lui demandait pourquoi il exigeait une aussi haute stature à ses gardes, il répondit en souriant « Que c'était pour relever la moyenne de la taille de nos futurs parisiens par des croisements judicieux. »
Le poète Auguste Creissels y fait allusion dans un de ses sonnets :
« Ainsi l'on voit, dit-on, mainte dame du monde

Supporter gros jurons et bruyante faconde

Pour l'amour d'un cent-garde ou d'un tambour-major. »
La réputation des cent-gardes dans ce domaine était matière à plaisanteries : une gravure humoristique de l'époque, publiée par le magasin Le Bon Marché, représente un officier des cent-gardes, de retour dans ses quartiers à l'issue d'un bal à la Cour, occupé à vider ses bottes remplies de billets doux déposés par des admiratrices.
On rapporte une anecdote croustillante : le bruit courait que, pour encore accroitre leur mâle apparence, les cent-gardes auraient eu pour coutume de glisser dans leur culotte, à un certain endroit, un morceau de corde de bon diamètre... La princesse de Metternich, voulant vérifier que « ces cariatides n'étaient pas de bois », se serait approchée d'un factionnaire au cours d'une réception et lui aurait piqué audit endroit une épingle à chapeau qui laissa le soldat... de marbre !

### Privilèges et train de vie
Les cent-gardes à cheval avaient la droite (la priorité) sur toutes les autres troupes. Les brigadiers et gardes ne devaient pas le salut aux caporaux, brigadiers et sous-officiers des autres troupes. Le personnel des palais devait les traiter avec égards : un suisse d'appartement dont la tâche était d'ouvrir et fermer les portes, ayant eu l'impertinence de s'en dispenser à l'égard de cent-gardes et les ayant même invectivés grossièrement, a été immédiatement révoqué par l'empereur. Une autre fois, un officier venant de Douai ayant insulté deux cent-gardes a été renvoyé immédiatement dans sa garnison pour y subir un mois de prison.
En 1856, la solde annuelle d'un trompette était de 1 100 francs, celle d'un garde de 1 200 francs, celles des sous-officiers s'échelonnaient de 1 400 francs à 1 900 francs. Un sous-lieutenant percevait 3 500 francs, un lieutenant 4 000 francs, un capitaine en second 5 000 francs, un capitaine commandant 5 500 francs et le chef d'escadron 8 000 francs. Ces soldes étaient particulièrement élevées en comparaison de celles des autres corps, à grade équivalent.
L'encadrement était particulièrement bien traité. Le mess de la caserne était doté d'un service en porcelaine de Sèvres et de couverts en argent, décorés aux armes impériales et de l'inscription CENT-GARDES.
L'estimation du coût de l'escadron des cent-gardes varie selon les auteurs. Charles Conegliano fait état d'un coût moyen allant de 300 000 francs à 400 000 francs par an. Pour sa part, Jules Claretie publie le budget de la Maison de l'Empereur de l'année 1870 faisant apparaitre une dépense de 697 618 francs affectée à l'escadron compensée, à hauteur de 300 000 francs, par une subvention provenant du ministère de l'armée. Enfin, Henri Guillaumot l'estime à 27 millions de francs sur les seize années de son existence, soit près de 1,7 million de francs en moyenne par an, ce qui semble exagéré.

## Opérations militaires

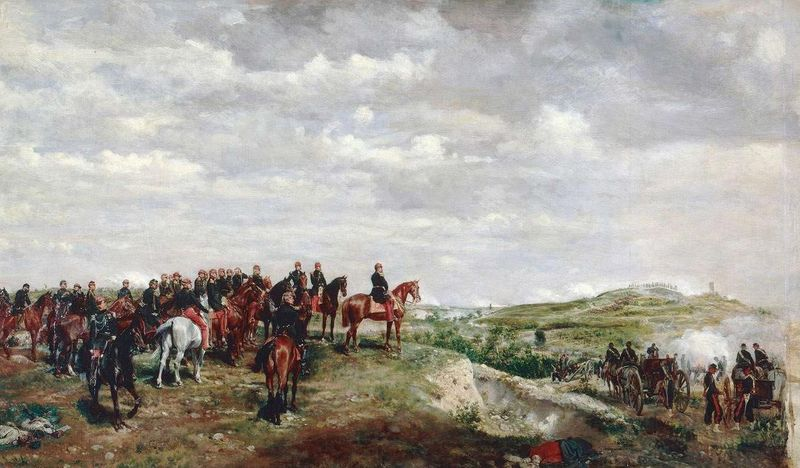
Napoléon III à la bataille de Solférino.

L'escadron ayant pour rôle, outre l'apparat, la protection rapprochée de l'empereur, de l'impératrice et de sa famille, il n'a jamais été engagé directement dans les conflits du Second Empire en tant qu'unité combattante. Toutefois, la proximité immédiate de Napoléon III sur les champs de bataille n'était pas sans risques, celui-ci n'hésitant pas à s'exposer de façon parfois téméraire.
À son départ pour la campagne d'Italie le 10 mai 1859, l'empereur se fit accompagner de la totalité de sa Maison militaire et de l'escadron, fort à l'époque de deux cent huit hommes. Au cours de la bataille de Solférino, le 24 juin 1859, il se rendit vers midi sur un escarpement au centre de la ligne de bataille. Sa présence, particulièrement voyante du fait de son entourage de cent-gardes, attira sur lui les tirs de l'artillerie autrichienne. Une balle ricocha sur la cuirasse du commandant Verly placé quelques pas derrière Napoléon III, le blessant sur la face interne de l'avant-bras droit, et vint s'aplatir sur la cuirasse du capitaine placé à ses côtés. Un garde fut assez grièvement atteint et quatre autres furent blessés, ce qui leur valut d'être décorés de la médaille militaire le lendemain,.
Le 1er septembre 1870, jour de la défaite de Sedan, le garde Célestin Sagot fut blessé au bras gauche par un obus prussien qui éclata à quelques mètres de l'empereur qu'il escortait.

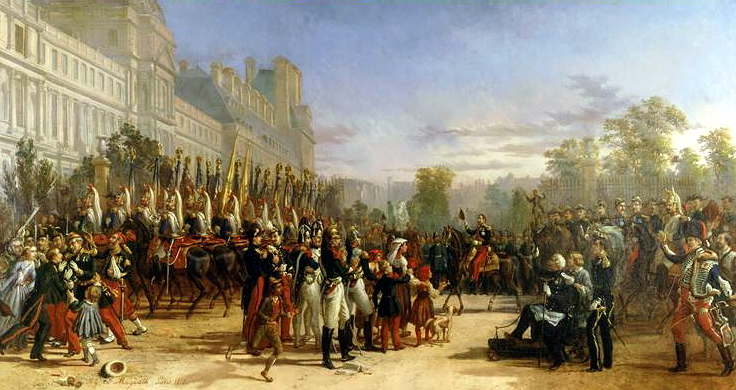
Un peloton de cent-gardes précédant l'empereur à son retour de la campagne d'Italie.

## Rôles à la chute de l'empire
Au départ de Napoléon III pour la guerre franco-allemande de 1870, les cent-gardes se séparèrent en deux groupes : le premier, commandé par le baron Verly et composé de quatre-vingt-six hommes et trois officiers répartis en deux pelotons, escorta l'empereur et le prince impérial sur le front, le second restant à Paris pour assurer la garde rapprochée de l'impératrice-régente. Le départ pour rejoindre Metz eut lieu, par le train, le 25 juillet 1870. Pour la circonstance ils n'étaient pas équipés de leur grande tenue avec casque et cuirasse mais de la simple tenue de ville avec bicorne ou képi. Les cent-gardes escortèrent l'empereur et son fils de ville en ville jusqu'au 27 août, date à laquelle l'empereur se sépare de son fils qu'on doit mettre à l'abri. À la bataille de Sedan les cent-gardes furent en permanence à ses côtés. Au moment de la capitulation, le 2 septembre, les cent-gardes furent faits prisonniers par les Prussiens et internés dans un camp à Coblentz où ils subirent vexations et privations en raison de leur proximité avec l'empereur déchu. Leurs splendides chevaux firent le bonheur de la Maison du roi de Prusse et leur armement fut expédié aux arsenaux de Berlin. Les prisonniers furent libérés à la signature du traité de paix en 1871.

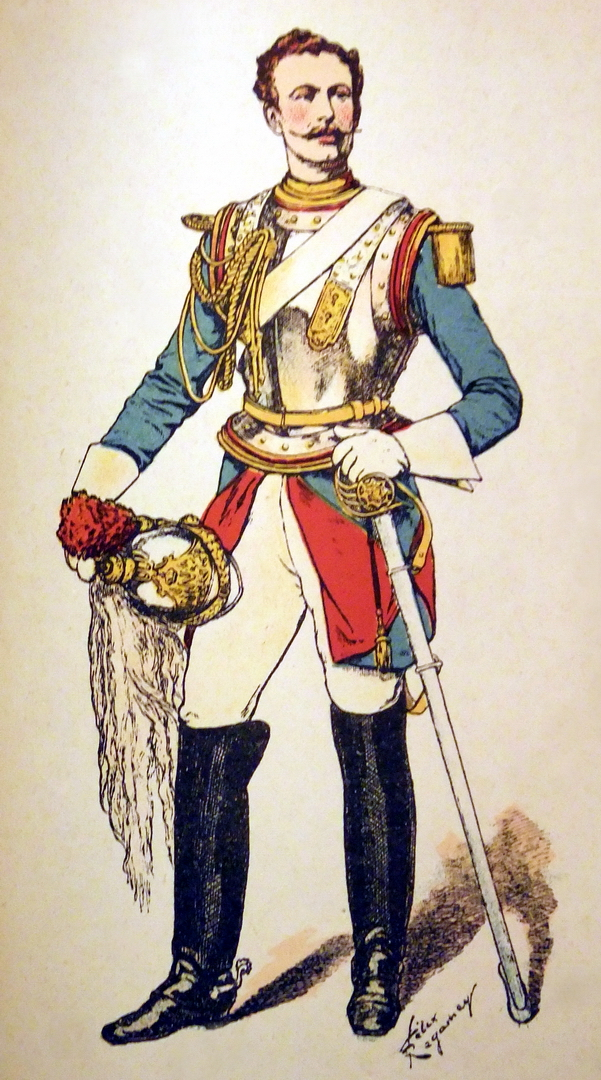
Le lieutenant Watrin (1.86 m),
chef de l'escorte du prince Impérial

 Le 27 août, le prince impérial quitta l'empereur, escorté par un peloton de trente cent-gardes commandé par le lieutenant Watrin, pour être mis à l'abri à Mézières. Après plusieurs allées et venues dans la région rendues nécessaires par les avancées prussiennes, le prince et son escorte montèrent le 30 août dans un train spécial à destination d'Avesnes. Nouveau départ pour Landrecies, puis pour Maubeuge où le 4 septembre, le prince, défendu par son escorte, fut menacé par la foule. Sur l'ordre de l'impératrice, le prince impérial, en costume civil, passa discrètement en Belgique distante de seulement quelques kilomètres, gagna Ostende et prit un bateau pour rejoindre l'Angleterre. Pour dissimuler le départ du jeune prince, le lieutenant Watrin, en grande tenue, continua à faire garder ostensiblement la maison dans laquelle il avait séjourné,.
Le peloton se trouvant isolé et sans moyens, le lieutenant Watrin décida le 5 septembre, une fois le change suffisamment donné, de rejoindre Paris. Se faire donner à la gare les moyens nécessaires pour rejoindre la capitale ne se fit pas sans difficulté, face à la mauvaise volonté du chef de gare. L'attitude de Watrin à ce moment a été décrite de deux façons très différentes, selon qu'il s'agit du récit fait par Albert Verly : « ... muni d'une réquisition en règle ; il fut néanmoins obligé d'employer les grands moyens pour avoir raison du chef de gare et c'est manu militari qu'il parvint à embarquer hommes et chevaux dans des wagons à bestiaux qu'il fit, de force, attacher au premier train de voyageurs... » ou de celui du général Cluseret, présent sur les lieux : « Je fis dire par le chef de gare à l'officier de venir me parler. Il arriva tout penaud. Tout en lui semblait dire : Allons, j'ai fait une mauvaise affaire, j'aurais bien mieux fait de rester dans mon régiment. ». Finalement, toute l'escorte réussit à rejoindre l'école militaire où s'étaient regroupés les cent-gardes parisiens, la caserne Bellechasse ayant été abandonnée.
Restée quasiment seule le 4 septembre dans le palais impérial déserté par la cour, l'impératrice s'échappa discrètement en voiture, escortée par un officier supérieur des éclaireurs à cheval et par quelques fidèles, pour rejoindre elle aussi l'Angleterre. Laissés désemparés, les vingt-quatre cent-gardes de service au palais à ce moment rejoignirent à pied la caserne Bellechasse, au milieu des vociférations de la foule.

## Siège de Paris et épilogue
Après la dissolution de l'escadron le 5 octobre 1870, les officiers, sous-officiers, brigadiers et cavaliers furent versés au 2e régiment de marche de cuirassiers, dont ils formèrent le premier escadron, tout en leur laissant la solde de la Garde. Le 1er novembre, la solde de la Garde fut à son tour supprimée pour être remplacée par celle des corps de ligne. L'uniforme resta inchangé, mais la crinière blanche du casque fut remplacée par une noire. Le mousquet fut supprimé, et le sabre-baïonnette remplacé par le sabre des cuirassiers de la Garde.
Cantonnés à l'école militaire de Paris à la chute de l'Empire, les anciens cent-gardes devenus cuirassiers allèrent camper à Vanves jusqu'à la fin du siège. Dans les rangs de leur nouveau régiment, ils participèrent courageusement à la défense de Paris. Au cours du sanglant combat de Châtillon, le 19 septembre un témoin relate :
« Les cent-gardes s'avançaient lentement au milieu de la plaine ; les rangs s'étaient ouverts devant eux. On eût dit une masse d'acier et d'or qui se mouvait. Impassibles sous le feu qui redoublait, ils attendaient l'ordre de s'élancer sur l'infanterie ennemie qui avançait toujours. Cet ordre ne devait pas venir. »
Le 1er escadron participa également aux combats de Mesly le 30 septembre, de Ville-Évrard le 21 décembre. Le 11 janvier 1871, les superbes chevaux durent être abattus pour servir de nourriture aux Parisiens affamés. Le 5 février ils livrèrent leurs armes. Le 17 mars, à la veille de la proclamation de la Commune de Paris, ils partirent à pied pour Versailles où ils furent incorporés dans le 8e régiment de hussards. Les officiers et sous-officiers furent dirigés vers Orange où ils contribuèrent à reformer, le 29 mars 1871, le 2e régiment de cuirassiers qui avait été presque anéanti à Reichshoffen.

## Souvenir
Le prestige des cent-gardes a survécu à l’opprobre jeté sur le Second Empire et ses fastes après la défaite de Sedan :

« Les cent-gardes ! De quels yeux la foule les regardait, quand apparurent pour la première fois leurs crinières blanches flottant sur la tunique bleu de ciel ! Il y aura toujours, chez les Parisiens, une badauderie plus forte que la passion politique elle-même. Jamais vous ne ferez défiler dans les rues un cortège quelconque, sans que la cohue se presse pour contempler. Et, dans cette cohue, les plus empressés peut-être seront ceux qui le plus fort protestent contre les prodigalités inutiles des gouvernements. Ainsi, lorsque se montraient les cent-gardes, parmi leurs contemplateurs passionnés figuraient, j'en réponds, des adversaires acharnés de l'Empire. »

### Association amicale et banquets

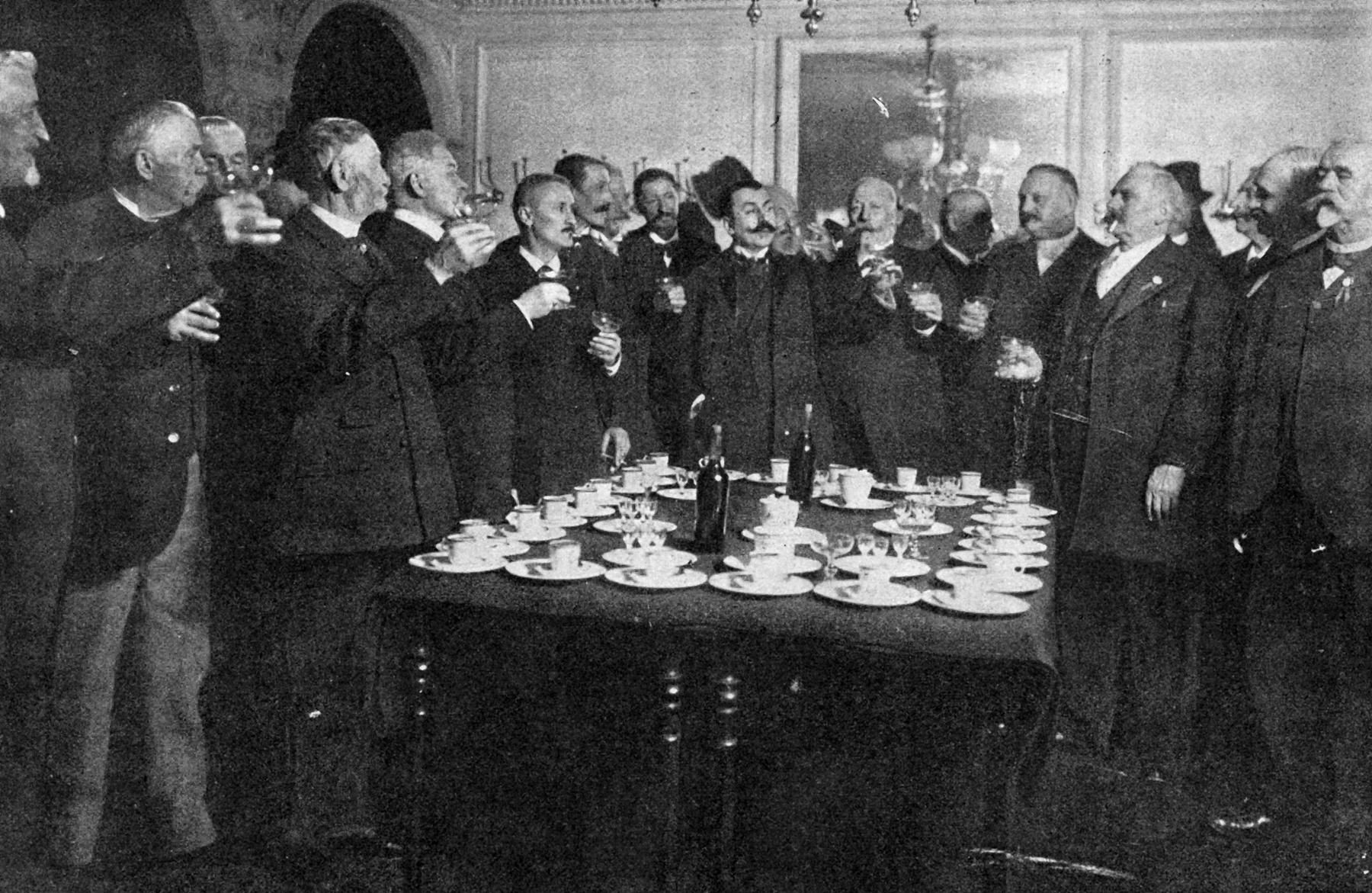
Banquet du 30 novembre 1902

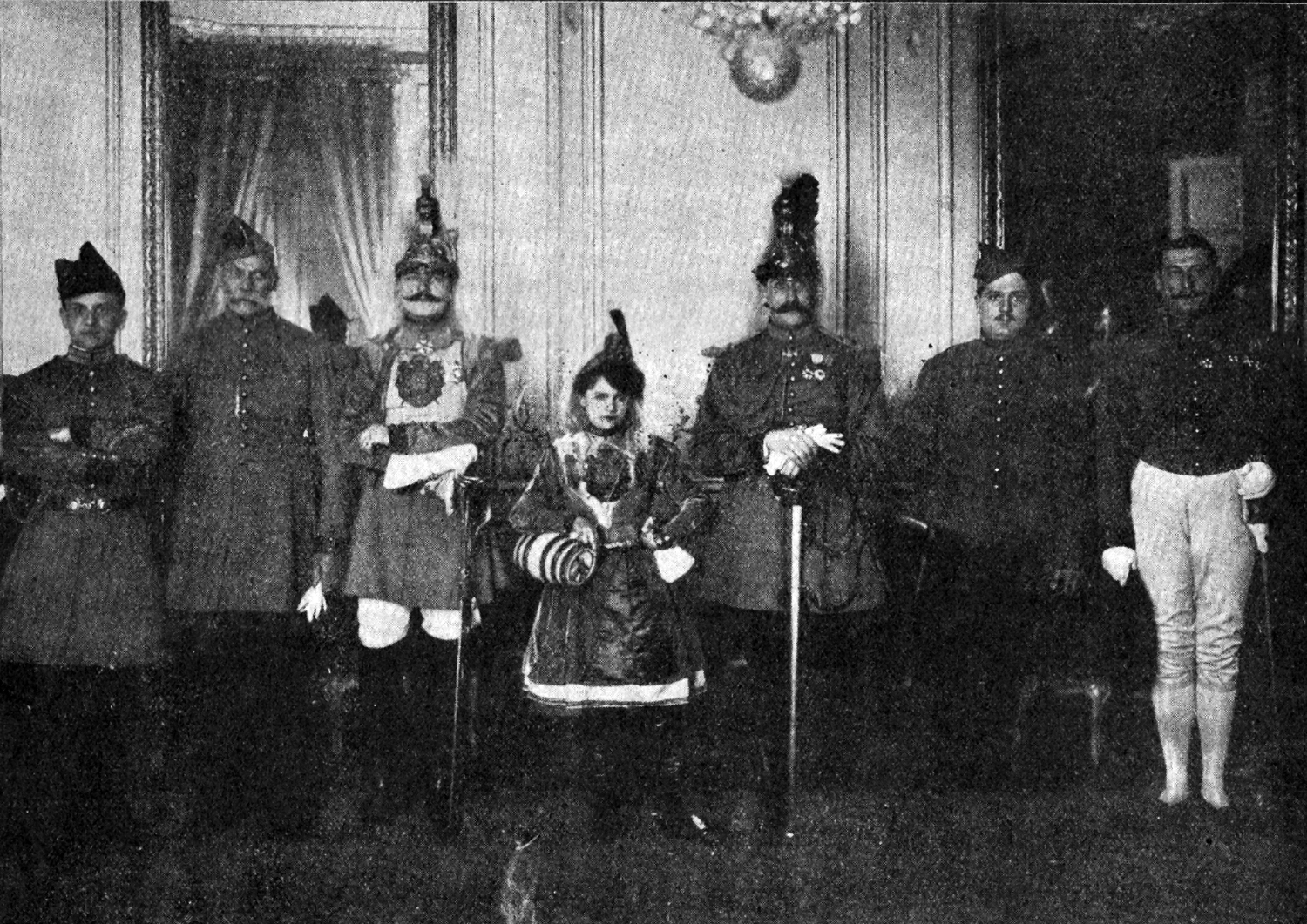
Reconstitution des uniformes des cent-gardes à l'hôtel Continental de Paris en 1904

Une Association amicale des anciens cent-gardes fut constituée en 1891. Elle avait pour but « L'assistance mutuelle et les derniers devoirs à rendre à ceux que la mort enlève ». Les anciens cent-gardes qui en étaient membres prirent l'habitude de se réunir chaque année autour du colonel Jacques Albert Verly, puis autour de son épouse et de son fils après sa mort en 1883. Le principe d'un dîner semestriel réunissant les adhérents fut lancé. Au banquet de 1893, le baron Albert Verly, fils du colonel, fut reçu au sein de l'association et en devint l'animateur. Au banquet de 1895 qui s'est tenu dans les salons du Grand hôtel de Paris, une estrade avait été aménagée au fond de la salle pour présenter plusieurs uniformes sur des mannequins. Les banquets se sont tenus au moins jusqu'en 1912 et ils étaient régulièrement relatés dans les journaux de l'époque. Il semble que le dernier cent-garde survivant aurait été Charles Constant Péquignet, matricule 485, né à La Grange (Doubs) le 7 mai 1845 et mort en 1932 à l'âge de 87 ans.

### Commémorations
Divers anniversaires ont été célébrés :
- en 1904, pour le cinquantenaire de la création de l'escadron, les principales tenues des cent-gardes, portées par des figurants, furent présentées à l'hôtel Continental de Paris.
- du 6 mars au 2 mai 2004, à l'occasion du 150e anniversaire, une importante exposition a eu lieu à Compiègne avec pour thème « Cent-gardes pour un empereur ».

### Hommages
Il n'y a que peu d'hommages officiels dédiés aux cent-gardes de Napoléon III :
- Le pavillon des cent-gardes à Marnes-la-Coquette, ancienne caserne de l'escadron actuellement occupé par le Musée des applications de la recherche de l'Institut Pasteur.
- Un gymnase et un parking des cent-gardes à Sèvres, qui doivent leur nom à la proximité de la caserne de Marnes-la-Coquette.
- Une rue des Cent-Gardes à Biarritz.

## Dans les arts populaires

### Dans la littérature
- Joseph-Marie Lo Duca, Les bottines de l'Impératrice ou le Cent-Garde, Paris, Denoël, 1983 (ISBN 978-2-207-22879-1)
- Irène Chauvy, La vengeance volée : Une enquête menée par Hadrien Allonfleur[N 18], Paris, 10/18, 2013, 264 p. (ISBN 978-2-264-06039-6)

### Dans la musique
- Theodor Oesten (1813-1870), Marche des cent-gardes, Opus 324
- Narcisse Bousquet Le trompette des cent-gardes, polka pour piano, 1850
- Les dragons de l'impératrice (1905) d'André Messager est un opéra-comique mettant en scène les rivalités amoureuses entre un capitaine des cent-gardes et un capitaine des dragons de l'impératrice[62].